# 97년

## 연호
- 후한(後漢) 영원(永元) 9년

## 기년
- 후한(後漢) 화제(和帝) 9년
- 신라(新羅) 파사 이사금(婆娑泥師今) 18년
- 고구려(高句麗) 태조대왕(太祖大王) 45년
- 백제(百濟) 기루왕(己婁王) 21년

## 사건
- 신라와 가야 사이의 강화가 이뤄지다.
- 반초, 로마제국(대진국)에 사신을 보내다.

## 사망
- 교황 클레멘스 1세

## 참고 문헌
- 김부식 (1145), 《삼국사기》 <신라본기 제1권 파사 이사금 條>